# Czövek Lajos
Czövek Lajos (Poroszló, 1918. március 27. – Debrecen, 2008. február 11.) karnagy, főiskolai tanár.

## Munkássága
Tanulmányait a Sárospataki Református Tanítóképzőben végezte, majd 1946-tól 1948-ig a budapesti Liszt Ferenc Zeneművészeti Főiskola középiskolai ének-, zenetanár és karvezetőképző szakán Ádám Jenő, Gárdonyi Zoltán és Vásárhelyi Zoltán növendékeként szerzett diplomát. 1947 és 1949 között a karcagi gimnázium, 1949-től 1952-ig a debreceni tanítóképző intézet énektanára lett. 1952 és 1955 között a debreceni zeneművészeti szakközépiskolában szolfézstanár és karvezető volt. 1956-tól 1959-ig a Kossuth Gimnázium énektanáraként működött. Nemzedékeket nevelt 1959 és 1983 között a debreceni tanítóképző főiskola tanáraként. A Maróthi György  és a Debreceni Népi Együttes karnagya, a KÓTA Hajdú-Bihar megyei titkára. Zeneszerzőként zsoltár- és népdalfeldolgozásokat komponált kórusra és népi zenekarra.

## Kitüntetései
- 1979: Csokonai-díj[2]
- 2003: A Magyar Köztársasági Érdemrend lovagkeresztje
- 2007: KÓTA életműdíj (posztumusz)[3]

## Művei
- Szamos partján [nyomtatott kotta] : Szabolcs-Szatmár megyei népdalok : vegyeskarra. - Utánnyomás. - Budapest : Népművelési Propaganda Iroda, 1980.
- Hortobágyi dal [nyomtatott kotta] : vegyes kar / Fazekas Mihály verse. - Debrecen : Megyei Könyvtár soksz., 1979.
- Aranyfelhő [nyomtatott kotta] : vegyeskar / Tóth Árpád verse. - Utánnyomás. - Budapest : Népművelési Propaganda Iroda, 1976.